# 마나바나
마나바나(Manavanna, 655년 ~ 726년 10월 6일)는 7세기와 8세기 시대 아누라다푸라 왕국의 람바카나 제2왕조 초대 군주였다.

## 생애
그는 왕국의 왕족 종실 일원으로서 특히 그의 왕실 친가 쪽에서 왕족 남자 종실의 처형이 형수를 겸하고 제수씨가 처제를 겸하며 그뿐 아니라 또한 왕족 남자 종실의 삼촌이 이모부를 겸하고 숙모가 이모를 겸하는 등 왕실 겹사돈 친인척(親姻戚)을 이룬 그야말로 특이한 아누라다푸라 왕국 왕실 겹사돈 집안을 성립하였는데 그의 할아버지는 본부인 1명(소생 3남 3녀)과 측실 4명(첫째 측실 소생 1남 3녀, 둘째 측실 소생 1남 1녀, 셋째 측실 소생 3남 1녀)과 사이에 슬하 8남 8녀(16남매)를 두었는데 그의 아버지는 친할아버지의 자녀 8남 8녀 중에서 서팔자(庶八子)이자 막내였다. 그리고 그의 아버지는 본부인 1명(소생 2남 2녀)과 측실 1명(소생 1남 1녀)과 사이에서 슬하 3남 3녀(6남매)를 두었는데 바로 그 3남 3녀 중 적차남(嫡次男)이자 셋째가 마나바나 공자(Manavanna 公子)였다.
날이 갈수록 장성하면서 마나바나 공(Manavanna 公)은 어느덧, 친가친척 배다른 큰아버지(겸 외가친척 이모부)인 하타다타 군주가 691년 5월 21일을 기하여 보령 62세로 군주 보위 등극하는 것을 목도하였고 같은 해 691년 6월 11일, 하타다타 군주한테 후계자(後繼者)로 전격 책립되었으며 그로부터 넉 달 지난 691년 9월 23일을 기하여 전격적으로 하타다타 군주한테 보위를 선위(禪位)받으면서 등극하였다. 그리고 그가 군주로 보위에 등극함과 동시에 전격적으로 아누라다푸라 왕국의 모리야 왕조가 종식 선언되었다. 그는 이후 726년 10월 6일에 향년 71세로 붕어(서거)할때까지 35년 남짓을 군주 보위에 재위하였으며 특히 재위 5년차였던 696년 10월 2일, 말라리아로 인하여 향년 67세로 서거한 이모부 하타다타 상왕(上王)의 국상(國喪) 및 국장(國葬)을 성대히 치렀다.

## 같이 보기
- 스리랑카의 역사